# Festival de la Canción de Eurovisión 1961

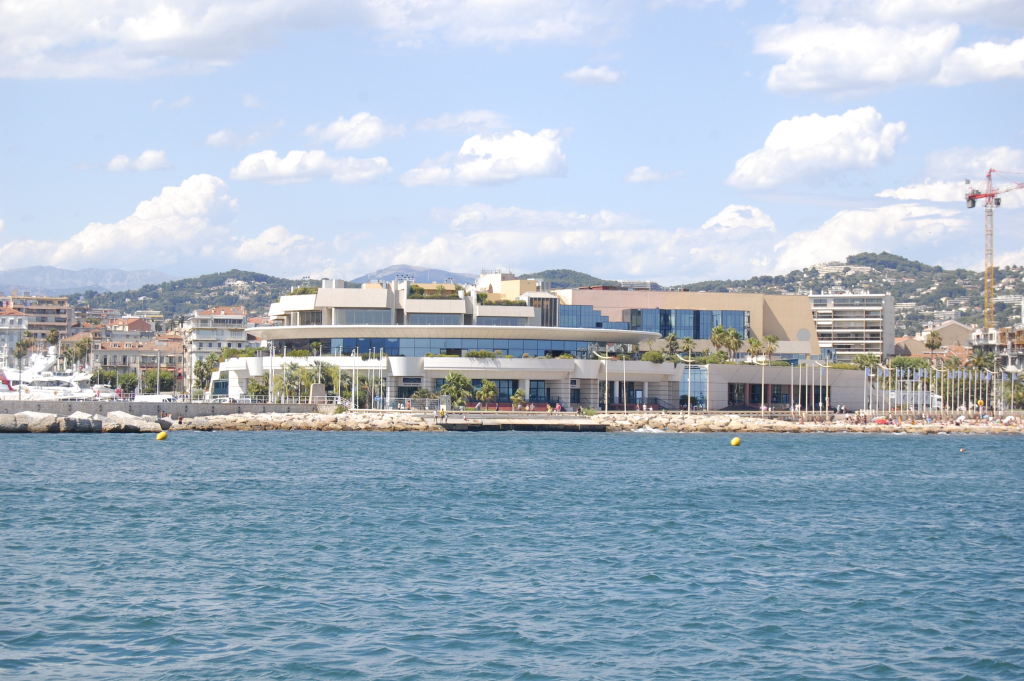
Palais des Festivals et des Congrès, sede del festival.

El VI Festival de la Canción de Eurovisión se celebró el 18 de marzo de 1961 en Cannes, Francia. La presentadora fue Jacqueline Joubert, y la victoria fue para el representante de Luxemburgo Jean-Claude Pascal con la canción "Nous les amoureux".
Por primera vez el festival se celebró en sábado, siendo este su día habitual en las siguientes décadas.
Esta fue la edición en que debutó España, junto con Yugoslavia y Finlandia, marcando una cifra de récord hasta la fecha de 16 países participantes.

## Resultados
Al igual que el año anterior, Gran Bretaña, comenzó liderando las votaciones, aunque Luxemburgo alcanzó y sobrepasó al país insular, en los tres últimos turnos de votación los de Austria, Mónaco y España siendo unas votaciones que terminaron siendo favorables a Luxemburgo, a muy pesar de que los británicos fuesen primeros toda la primera mitad y parte de la segunda
| #  | País y TV               | Artista(s)         | Canción                                                     | Posición | Puntos |
| -- | ----------------------- | ------------------ | ----------------------------------------------------------- | -------- | ------ |
| 1  | España TVE              | Conchita Bautista  | Estando contigo -                                           | 9        | 8      |
| 2  | Mónaco TMC              | Colette Deréal     | Allons, allons les enfants (¡Vamos, vamos, chiquillos!)     | 10       | 6      |
| 3  | Austria · ORF           | Jimmy Makulis      | Sehnsucht (Nostalgia)                                       | 15       | 1      |
| 4  | Finlandia · YLE         | Laila Kinnunen     | Valoa ikkunassa (Luz en la ventana)                         | 10       | 6      |
| 5  | Yugoslavia JRT          | Ljiljana Petrović  | Neke davne zvezde (Algunas estrellas lejanas)               | 8        | 9      |
| 6  | Países Bajos · NTS      | Greetje Kauffeld   | Wat een dag (¡Qué día!)                                     | 10       | 6      |
| 7  | Suecia · SR             | Lill-Babs          | April, April (abril, abril)                                 | 14       | 2      |
| 8  | Alemania Occidental ARD | Lale Andersen      | Einmal sehen wir uns wieder (Nos volveremos a ver de nuevo) | 13       | 3      |
| 9  | Francia RTF             | Jean-Paul Mauric   | Printemps (Avril carillonne) Primavera (abril resuena)      | 4        | 13     |
| 10 | Suiza · SSR SRG         | Franca Di Rienzo   | Nous aurons demain (Habrá un mañana)                        | 3        | 16     |
| 11 | Bélgica · BRT           | Bob Benny          | September, gouden roos (Septiembre, rosa dorada)            | 15       | 1      |
| 12 | Noruega · NRK           | Nora Brockstedt    | Sommer i Palma (Verano en Palma)                            | 7        | 10     |
| 13 | Dinamarca DR            | Dario Campeotto    | Angelique -                                                 | 5        | 12     |
| 14 | Luxemburgo CLT          | Jean-Claude Pascal | Nous les amoureux (Nosotros los enamorados)                 | 1        | 31     |
| 15 | Reino Unido BBC         | The Allisons       | Are You Sure? (¿Estás segura?)                              | 2        | 24     |
| 16 | Italia · RAI            | Betty Curtis       | Al di là (Más allá)                                         | 5        | 12     |

### Directores de orquesta
- España - Rafael Ferrer
- Mónaco - Raymond Lefèvre
- Austria - Franck Pourcel
- Finlandia - George de Godzinsky
- Yugoslavia - Joze Privzek
- Países Bajos - Dolf van der Linden
- Suecia - William Lind
- Alemania Occidental - Franck Pourcel
- Francia - Franck Pourcel
- Suiza - Fernando Paggi
- Bélgica - Francis Bay
- Noruega - Øivind Bergh
- Dinamarca - Kai Mortensen
- Luxemburgo - Leo Chauliac
- Reino Unido - Harry Robinson
- Italia - Gianfranco Intra[1]

## Tabla de resultados
| Bandera de España                              | Bandera de Mónaco   | Bandera de Austria | Bandera de Finlandia | Bandera de Yugoslavia | Bandera de los Países Bajos | Bandera de Suecia | Bandera de Alemania Occidental | Bandera de Francia | Bandera de Suiza | Bandera de Bélgica | Bandera de Noruega | Bandera de Dinamarca | Bandera de Luxemburgo | Bandera del Reino Unido | Bandera de Italia |   |   |
| Participantes                                  | España              |                    | 1                    | 0                     | 0                           | 0                 | 1                              | 1                  | 0                | 2                  | 0                  | 0                    | 2                     | 0                       | 0                 | 1 | 0 |
| Participantes                                  | Mónaco              | 1                  |                      | 0                     | 3                           | 0                 | 0                              | 0                  | 0                | 0                  | 1                  | 0                    | 0                     | 0                       | 0                 | 1 | 0 |
| Participantes                                  | Austria             | 0                  | 0                    |                       | 0                           | 0                 | 0                              | 0                  | 0                | 0                  | 0                  | 0                    | 0                     | 0                       | 0                 | 1 | 0 |
| Participantes                                  | Finlandia           | 0                  | 0                    | 0                     |                             | 0                 | 0                              | 0                  | 0                | 1                  | 0                  | 0                    | 0                     | 1                       | 0                 | 2 | 2 |
| Participantes                                  | Yugoslavia          | 0                  | 0                    | 3                     | 0                           |                   | 1                              | 0                  | 0                | 2                  | 1                  | 0                    | 0                     | 1                       | 0                 | 1 | 0 |
| Participantes                                  | Países Bajos        | 0                  | 0                    | 0                     | 0                           | 2                 |                                | 0                  | 1                | 1                  | 0                  | 0                    | 0                     | 0                       | 0                 | 0 | 2 |
| Participantes                                  | Suecia              | 0                  | 0                    | 0                     | 0                           | 0                 | 0                              |                    | 0                | 2                  | 0                  | 0                    | 0                     | 0                       | 0                 | 0 | 0 |
| Participantes                                  | Alemania Occidental | 0                  | 0                    | 1                     | 0                           | 0                 | 0                              | 1                  |                  | 0                  | 0                  | 0                    | 0                     | 1                       | 0                 | 0 | 0 |
| Participantes                                  | Francia             | 2                  | 2                    | 0                     | 1                           | 0                 | 0                              | 1                  | 4                |                    | 0                  | 0                    | 0                     | 0                       | 1                 | 2 | 0 |
| Participantes                                  | Suiza               | 1                  | 2                    | 2                     | 0                           | 1                 | 2                              | 4                  | 0                | 0                  |                    | 0                    | 0                     | 0                       | 0                 | 2 | 2 |
| Participantes                                  | Bélgica             | 0                  | 0                    | 0                     | 0                           | 0                 | 0                              | 0                  | 0                | 0                  | 0                  |                      | 0                     | 0                       | 1                 | 0 | 0 |
| Participantes                                  | Noruega             | 1                  | 0                    | 0                     | 2                           | 1                 | 0                              | 0                  | 0                | 0                  | 0                  | 5                    |                       | 1                       | 0                 | 0 | 0 |
| Participantes                                  | Dinamarca           | 0                  | 0                    | 0                     | 1                           | 0                 | 1                              | 2                  | 0                | 0                  | 0                  | 0                    | 8                     |                         | 0                 | 0 | 0 |
| Participantes                                  | Luxemburgo          | 2                  | 4                    | 4                     | 3                           | 5                 | 1                              | 1                  | 5                | 1                  | 1                  | 0                    | 0                     | 1                       |                   | 0 | 3 |
| Participantes                                  | Reino Unido         | 3                  | 0                    | 0                     | 0                           | 0                 | 3                              | 0                  | 0                | 0                  | 7                  | 1                    | 0                     | 1                       | 8                 |   | 1 |
| Participantes                                  | Italia              | 0                  | 1                    | 0                     | 0                           | 1                 | 1                              | 0                  | 0                | 1                  | 0                  | 4                    | 0                     | 4                       | 0                 | 0 |   |
| La tabla está ordenada por orden de aparición. |                     |                    |                      |                       |                             |                   |                                |                    |                  |                    |                    |                      |                       |                         |                   |   |   |

### Portavoces
1. Italia - Enzo Tortora
2. Reino Unido - Michael Aspel[2]
3. Luxemburgo -
4. Dinamarca - Claus Toksvig
5. Noruega - Mette Janson[3]
6. Bélgica -
7. Suiza - Boris Acquadro
8. Francia -
9. Alemania Occidental -
10. Suecia - Roland Eiworth[4] 2
11. Países Bajos - Siebe van der Zee[5]
12. Yugoslavia -
13. Finlandia - Poppe Berg[6]
14. Austria -
15. Mónaco - TBC
16. España - Diego Ramírez Pastor[7]

### Comentaristas
- Austria - Emil Kollpacher (ORF)
- Bélgica - Anton Peters (BRT), Robert Beauvais (RTB)[8]
- Dinamarca - Sejr Volmer-Sørensen (DR TV)
- Finlandia - Aarno Walli (Suomen Televisio)[6]
- Francia - Robert Beauvais (RTF)[8]
- Alemania Occidental - Wolf Mittler (Deutsches Fernsehen)[9]
- Italia - Corrado Mantoni (Programma Nazionale)
- Luxemburgo - Robert Beauvais(Télé-Luxembourg)[8]
- Mónaco - Robert Beauvais (Télé Monte Carlo)[8]

|
- Países Bajos - Piet te Nuyl (NTS)[10]
- Noruega - Leif Rustad (NRK and NRK P1)
- España - Federico Gallo (TVE)[7]
- Suecia- Jan Gabrielsson (Sveriges Radio-TV and SR P1)[11]
- Suiza - Theodor Haller (TV DRS), Robert Beauvais (TSR)[8]
- Reino Unido - Tom Sloan (BBC TV), Peter Murray (BBC Light Programme)
- Yugoslavia - Ljubomir Vukadinović (Televizija Beograd), Gordana Bonetti (Televizija Zagreb), Tomaž Terček (Televizija Ljubljana)